# Интерконтинентална титла на WWE
Интерконтиненталната титла на WWE е кеч шампионска титла в WWE. Заедно с Титлата на Съединените щати, е една от второстепенните титли на Федерацията. Въпреки че като цяло се защитава преди главните мачове на шоута на WWE, титлата е защитавана в главния мач на Кечмания 6, Лятно тръшване през 1992 г., третото и осмото събитие In Your House, и Ответен удар през 2001 г. Титлата е наричана „стъпващият камък“ за Световната титла в тежка категория на Федерацията.

## История
Терминът „интерконтинентална“ в името ѝ оригинално посочва Северна и Южна Америка.
През 1985 г., дизайнът на пояса се променя, централният надпис е в центъра на Атлантически океан, на картата включително западните Африка и Европа.
На 10 април 1989 г., титлата е заложена извън Северна Америка за първи път, от Рик Руд срещу Ултимейт Уориър в Милано, Италия. На 30 март 1991 г., Г-н Перфектен прави първата защита в Азия срещу Тексаското Торнадо в ко-промоция с Super World of Sports в Токио, Япония. За първи път в Африка на 6 април 1997 г., когато шампиона Роки Маивиа тушира Савио Вега в Дърбан, Южна Африка. Шелтън Бенджамин прави първата защита в Австралия на 7 април 2006 г., туширайки Джийн Снитски в Бризбейн.
След закупуването на World Championship Wrestling (WCW) през март 2001 г., титлата е обединена с WCW титла в тежка категория на Съединените щати на Сървайвър сериите. След това шампионът на САЩ Острието побеждава тогавашния интерконтинентален шампион Тест.
През 2002 г., след началото на първото разширяване на марките и преименуването на WWF на WWE, генералният мениджър на Първична сила Ерик Бишоф започва обединяването на титлите за своята марка. На 22 юли 2002 г. Интерконтиненталната титла е обединена с Европейска титла на WWE в мач със стълби, в който тогавашният шампион Роб Ван Дам побеждава тогавашния европейски шампион Джеф Харди. На 19 август 2002 г. Бишоф прави шестминутен мач за Хардкор титла на WWE, като победителят се изправя срещу Ван Дам във второто обединение на следващата седмица в Първична сила. Томи Дриймър успешно запазва титлата си в този мач, но губи от Ван Дам в хардкор мач през следващата седмица. В резултат на победите над Харди и Дриймър, Ван Дам се счита за последен европейски и хардкор шампион в историята на WWE – това са неговите първи и четвърти царувания с тези титли. На 30 септември 2002 г. Бишоф насрочва мач за обединяване на Интерконтиненталната титла с създадената Световна титла в тежка категория на WWE. Мачът на обединението се провежда на Без милост (2002) на следващия месец, където световния шампион в тежка категория Трите Хикса побеждава тогавашния интерконтинентален Кейн, което го прави единственият шампион на сингъла.
Над възраженията на Бишоф, Стив Остин реактивира Интерконтиненталната титла на 5 май 2003 г. и обявява, че всеки бивш шампион може да влезе в кралска битка на Денят на Страшния съд за титлата. Крисчън печели кралската битка, и възстановява титлата. В крайна сметка WWE прави същото за Разбиване и създава Титла на Съединените щати на WWE за тази марка. Като претендира за историята на старата титла на WCW със същото име.
На 2 октомври 2011 г., в Адска клетка, Коуди Роудс представя модифицирана версия на класическия дизайн на шампионския колан с бялата каишка, с добавеното модерно WWE „скреч лого“ и други украшения. Първото разширение на марката приключва на 29 август 2011 г. и титлата може да бъде защитена както в Първична сила, така и в Разбиване. На 18 август 2014 г. коланът на Интерконтиненталната титла, заедно с всички останали вече съществуващи колани за титли в WWE по това време, получават малка актуализация, заменяйки дългогодишното лого с новото лого на WWE, първоначално използвано за WWE Network. На 31 май 2015 г. мач за титлата се провежда за първи път в елиминационна клетка.
През юли 2016 г. WWE въвежда отново разширение на марката, по време на проекта за 2016 г., тогава интерконтинентален шампион Миз е пратен в Разбиване. Само няколко дни по-късно, той успешно защитава титлата срещу Дарън Йънг на Бойно поле (2016), правейки титлата изключителна за Разбиване. През април 2017 г., по време на Разбъркването на звездите, интерконтиненталният шампион е преместен в Първична сила, правейки титлата изключителна за тази марка. Две години по-късно през 2019 г. на Разбъркването на звездите, Фин Балър се премества в Разбиване с титлата.

## Носители
Първият шампион е Пат Патерсън, който като Северноамерикански шампион на WWF през септември 1979 г. също е обявен като „Южноамерикански шампион в тежка категория“, след като „печели“ измислен турнир в Рио де Жанейро. Патерсън слива двете шампионски титли в Интерконтиненталната титла.
Имало е 76 различни шампиони. Крис Джерико е най-много пъти шампион. Пердо Моралес държи рекорда за най-много общо време като шампион с 619 дни, а Хонки Тонк Мен е шампион за най-дълго време с 454 дни, от 2 юни 1987 г. до 29 август 1988 г. Шейн Дъглас е бил шампион за най-кратко време с 11 минути и 52 секунди. Чайна е единствената жена в историята на WWE, носителка на титлата. Най-младият шампион е Джеф Харди, който печели титлата на 23 години, докато най-старият шампион е Рик Светкавицата, който печели титлата на Непростимо през 2005 г. на 56 години. Най-тежкият шампион е Грамадата, тежащ 200 кг, докато най-лекият шампион е Рей Мистерио, който тежи 79 кг. Имало е 10 периода, в които титлата е нямала носител.

## Имена
| Име                                               | Години                                        |
| ------------------------------------------------- | --------------------------------------------- |
| Интерконтинентална титла в тежка категория на WWF | 1 септември 1979 – 5 април 1992               |
| Интерконтинентална титла на WWF                   | 5 април 1992 – 10 май 2002                    |
| Инерконтинентална титла на WWE                    | 10 май 2002 – 20 октомври 2002; 18 май 2003 – |